# Wąwóz za Krakowską Bramą

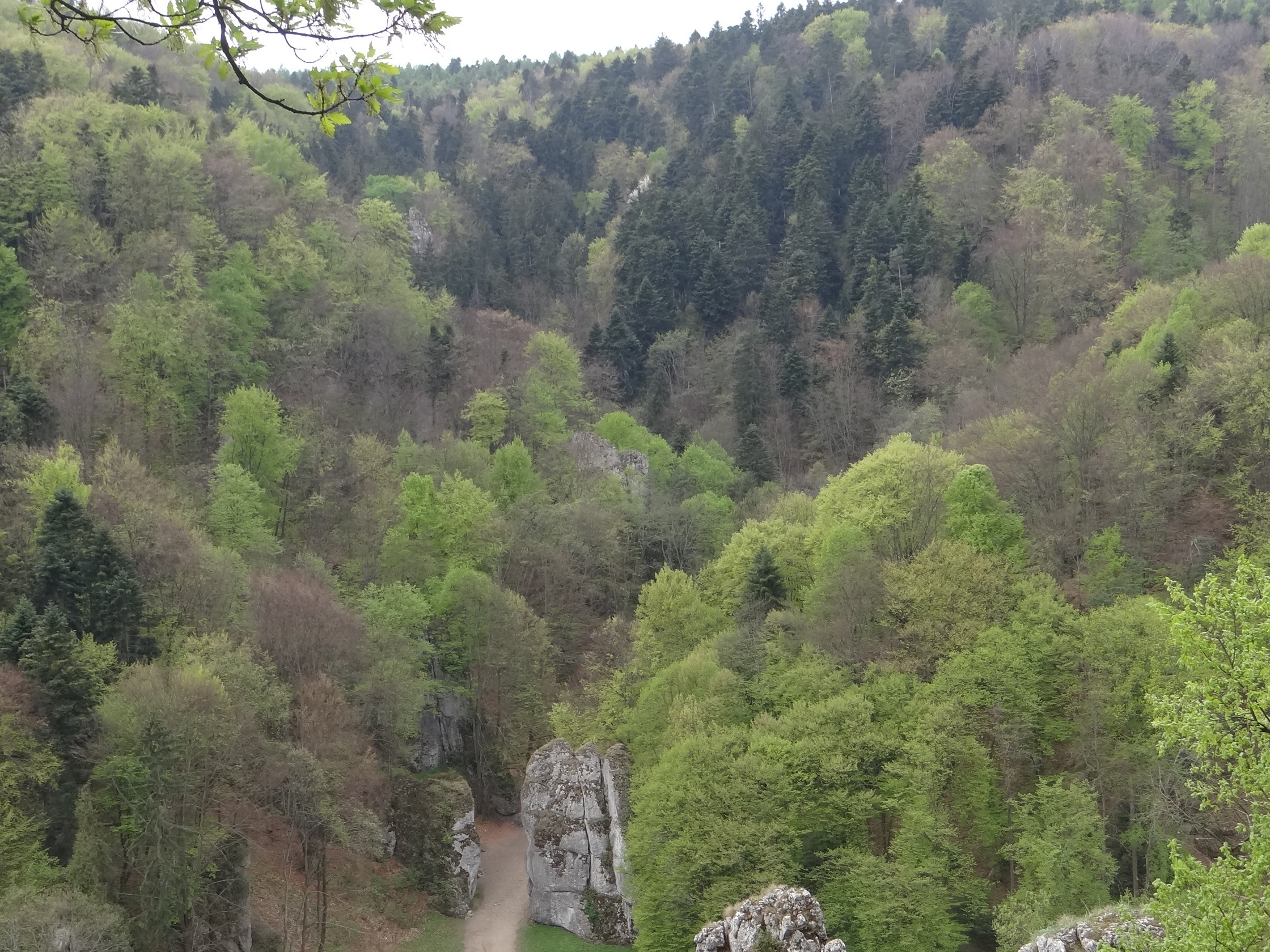
Widok z góry Koronnej na Krakowską Bramę i Wąwóz za Krakowską Bramą

Wąwóz za Krakowską Bramą – wąwóz na Wyżynie Olkuskiej w Ojcowskim Parku Narodowym. Jest bocznym, prawym odgałęzieniem Doliny Prądnika wcinającym się między Górę Rusztową i Górę Chełmową. Ma wylot w Bramie Krakowskiej i długość tylko około 150 m. Rozgałęzia się na dwa wąwozy:  Skałbania i Ciasne Skałki. Wąwozem za Krakowską Bramą i wąwozem Ciasne Skałki powadzi znakowany szlak turystyczny.

## Szlaki turystyki pieszej
niebieski Szlak Warowni Jurajskich, odcinek od Bramy Krakowskiej przez Ciasne Skałki do rozdroża przy Jaskini Łokietka.